# Broadsheet-Format

Zeitungsformate

Broadsheet-Format (dt.: breites Blatt) ist die englische Bezeichnung eines Zeitungsformats und der Oberbegriff für großformatige Zeitungen. Es ist ungefähr doppelt so groß wie das Tabloid-Format. Zwischen Broadsheet- und Tabloid-Format liegen das Berliner Format und das Schweizer Format.

## Geschichte
Das Format hat seinen Ursprung im 17. Jahrhundert, als erste Zeitungen sowie Proklamationen, Flug- und Streitschriften sowie wissenschaftliche Traktate auf einzelne Folio-Blätter gedruckt wurden.
Historisch gelten Zeitungen im Broadsheet-Format als die „seriösen“ Qualitätszeitungen – als journal of record, wie im englischen Sprachraum formuliert wird, so dass für solche Zeitungen der Name des Papierformats als Synonym gebraucht wird. Im Deutschen wird dafür der Begriff Abonnementzeitung verwendet. Das Tabloids-Format war traditionell eher der Boulevardpresse vorbehalten. Dies hat sich aber in den 2000er Jahren gewandelt, da einige Broadsheets, wie The Times und The Independent in England oder Le Monde in Frankreich, auf Tabloid-Formate umgeschwenkt sind und auch in anderen Ländern zu kleineren Formaten übergegangen wurde. Ein wichtiger Grund für die Wahl eines kleineren Formats ist, dass großformatige Zeitungen bei beengten Platzverhältnissen, zum Beispiel in öffentlichen Verkehrsmitteln oder am Küchentisch, unhandlich sind. Bedeutsam für die Auswahl des Formats sind außerdem die Papierkosten. Moderne Druckmaschinen gestatten die freie Wahl des Formats.

## Abmessungen
Es gibt keinen einheitlichen nationalen oder internationalen Standard, sondern lediglich aktuelle und regionale Ausprägungen. Die folgenden Maßangaben beziehen sich auf die geschlossenen Zeitungen, also das Verkaufsformat; aufgeschlagen sind die Zeitungen doppelt so breit. Der Satzspiegel ist in der Regel an jeder Seite ca. 15 mm kleiner als das Seitenformat.
- Die Titelseite einer Zeitung im traditionellen US-amerikanischen Broadsheet-Format ist 15 in (381 mm) breit und 22,75 in (577,9 mm) hoch.
- Um die Kosten für Papier zu senken, sind Tageszeitungen wie das Wall Street Journal und die New York Times 2007 dazu übergegangen, das Format in der Breite um 3 in (76,2 mm) zu verringern.[9] Das aktuelle US-amerikanische Broadsheet-Format liegt jetzt bei 12 in (304,8 mm) (30,48 cm); bei der Höhe von knapp unter 58 cm ist es geblieben. Neben den beiden genannten Tageszeitungen hat die Washington Post dieses Format, in Deutschland benutzen es die englischsprachigen Monatszeitungen The Atlantic Times und The German Times.
- In Deutschland wird als Broadsheet ein Format von 533 mm Höhe und 295 mm Breite bezeichnet.[7]
- Das Nordische Format oder Norddeutsche Format ist 570 mm hoch und 400 mm breit.[10][7] In diesem Format erscheinen zum Beispiel die Süddeutsche Zeitung und die Frankfurter Allgemeine Zeitung, aber auch die Bild-Zeitung[7].
- Das Rheinische Format ist 510 mm hoch und 350 mm breit oder 530 mm hoch und 360 mm breit. In diesem Format erscheinen zum Beispiel die Berliner Zeitung, die Stuttgarter Zeitung,[10] die Mitteldeutsche Zeitung[7] oder die Freie Presse[11]